# Ahmed Daghim
Ahmed Daghim (født 7. april 2001) er professionel fodboldspiller, som tidligere har spillet i FC København i ungdomsafdelingen og har derefter været i HamKam og FA2000.